# Giuseppe Fanelli

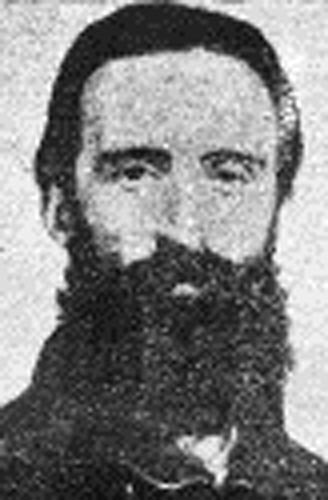
Giuseppe Fanelli

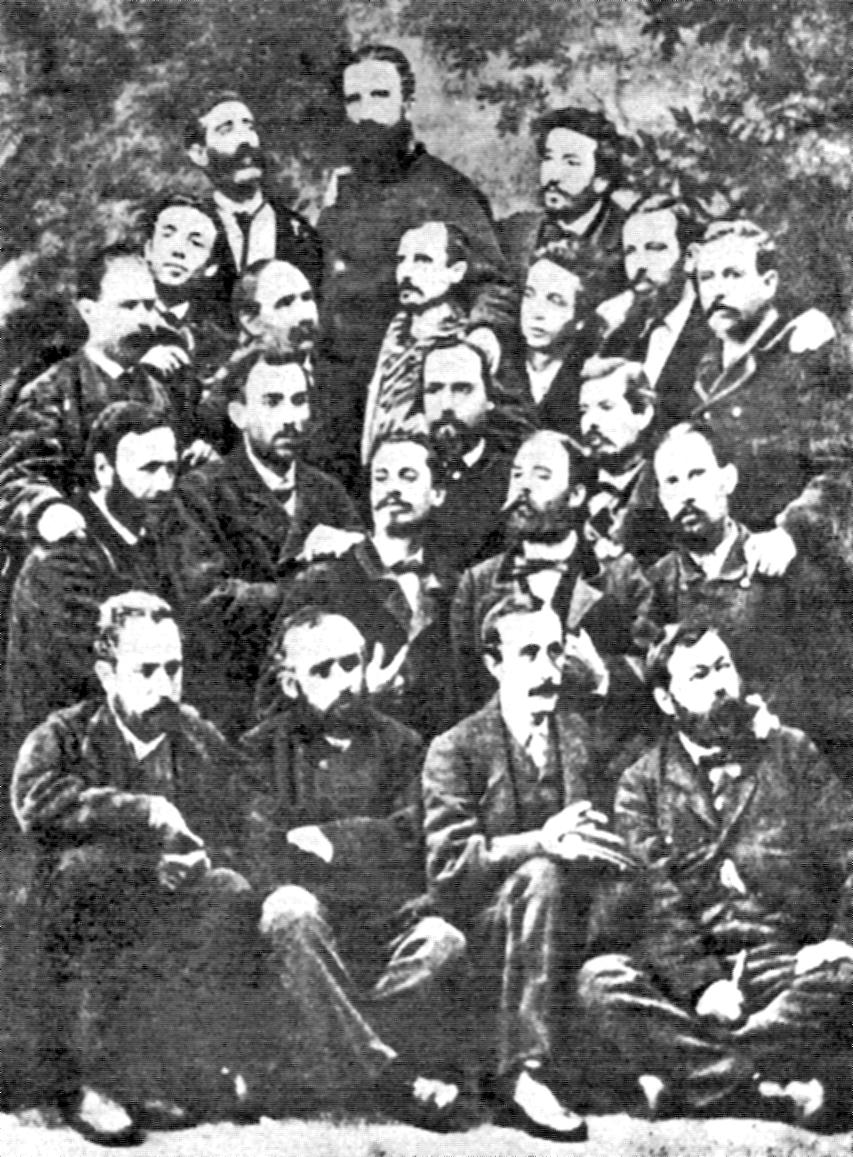
Fanelli ganz hinten im Kreis der ersten spanischen Internationalisten

Giuseppe Fanelli (* 13. Oktober 1827 in Neapel; † 5. Januar 1877 ebenda) war ein revolutionärer Anarchist des 19. Jahrhunderts.

## Leben
Fanelli war 1848/49 in revolutionäre Aktivitäten in der Lombardei und in Rom verstrickt. Er kämpfte mit Garibaldis „Zug der Tausend“ auf Sizilien. Zudem kämpfte er im polnischen Januaraufstand 1862–1863. Er wurde 1865 ins italienische Parlament gewählt und kämpfte 1866 gegen Österreich.
Er begegnete Bakunin 1866 auf Ischia und reiste 1868 auf dessen Anregung nach Spanien, um Mitglieder für die Erste Internationale anzuwerben. Er erreichte Barcelona im Oktober 1868 und machte den Anarchismus in Spanien bekannt. Im Februar 1869 ging er erneut in die Stadt, um sich mit Pellicer, Farga und anderen Gründungsmitgliedern der spanischen Sektion der Ersten Internationale zu treffen. Die Reise nach Spanien hatte ihn viel Geld gekostet, zudem wurde ihm vorgeworfen, durch das Annehmen von Geldmitteln Reclus' republikanische Freunde ausgenutzt zu haben, um den Anarchismus zu verbreiten. Dies traf ihn hart, und er distanzierte sich in der Folge von Bakunin, von dem er sich finanziell im Stich gelassen fühlte. Fanelli nahm an der anarchistischen Internationale in Saint-Imier 1872 teil.
1877 starb er an Tuberkulose.